# سيهان كابتان
سيهان كان كابتان (بالتركية: Cihan Kaan Kaptan)‏ (مواليد 4 مارس 1989 في فوبرتال، ألمانيا الغربية - ) هو لاعب كرة قدم ألماني سابق من أصل تركي لعب في مركز الوسط الدفاعي. شارك مع منتخب ألمانيا تحت 17 سنة لكرة القدم ومنتخب ألمانيا لكرة القدم تحت 18 سنة ومنتخب ألمانيا تحت 19 سنة لكرة القدم ومنتخب ألمانيا تحت 20 سنة لكرة القدم. أما مع النوادي، فقد لعب مع بورصا سبور وبوروسيا دورتموند 2 ونادي فاتح كاراغومروك وSSV Jahn Regensburg II ‏ وOfspor ‏.

## وصلات خارجية
- سيهان كابتان على موقع الاتحاد الدولي (مؤرشف)  (الإنجليزية)
- سيهان كابتان على موقع اتحاد تركيا (لاعب) (الإنجليزية)
- سيهان كابتان على موقع بيانات كرة القدم. دي إي (الألمانية)
- سيهان كابتان على موقع Soccerway.com (الإنجليزية)
- سيهان كابتان على موقع عالم كرة القدم.نت (الإنجليزية)